# 日本国外のリーグで指揮する日本人サッカー指導者一覧
この記事は、国外のリーグで指揮する日本人指導者の一覧である。

## アジア（AFC）

### インドネシア
2024年9月19日現在
- 1部
  - 呂比須ワグナー (PSSスレマン)

### タイ
2024年9月19日現在
- 3部
  - 後藤圭太 (東光カスタムズ・ユナイテッド)

### ベトナム
2024年7月16日現在
過去
- 1部
  - 岩政大樹

## ヨーロッパ（UEFA）

### スぺイン
2024年7月16日現在
- その他
  - 開智慧

### ドイツ
2024年7月16日現在
- 6部 
  - 岡崎慎司 (バサラマインツ)[1]